# آنتونیو ریگامونتی
آنتونیو ریگامونتی (انگلیسی: Antonio Rigamonti؛ زادهٔ ۵ آوریل ۱۹۴۹) بازیکن فوتبال اهل ایتالیا است.
از باشگاه‌هایی که در آن بازی کرده‌است می‌توان به باشگاه فوتبال آ.ث. میلان، باشگاه فوتبال مسینا، باشگاه فوتبال کرمونزه، باشگاه فوتبال آتالانتا، باشگاه فوتبال کومو، و باشگاه فوتبال وارزه اشاره کرد.